# Катовицька архідієцезія
Катовицька архідієцезія — одна з 14 архідієцезій Римо-католицької церкви в Польщі. Утворена 1925 року як дієцезія у складі Краківської митрополії, у 1992 році буллою папи Івана Павла II піднесена до рангу архідієцезії.
Архідієцезія обіймає площу 2 400 км², налічує 316 парафій і понад 1,6 мільйони вірних. Катедральним собором є Архикатедра Царя Христа в Катовицях.